# Cantó de Saint-Martin-de-Ré
El cantó de Saint-Martin-de-Ré és un cantó francès del departament del Charente Marítim, situat al districte de La Rochelle, a la part meridional de l'illa de Ré. Compta amb cin comunes: Le Bois-Plage-en-Ré, La Flotte, Rivedoux-Plage, Sainte-Marie-de-Ré, Saint-Martin-de-Ré; sent aquest darrer el cap.

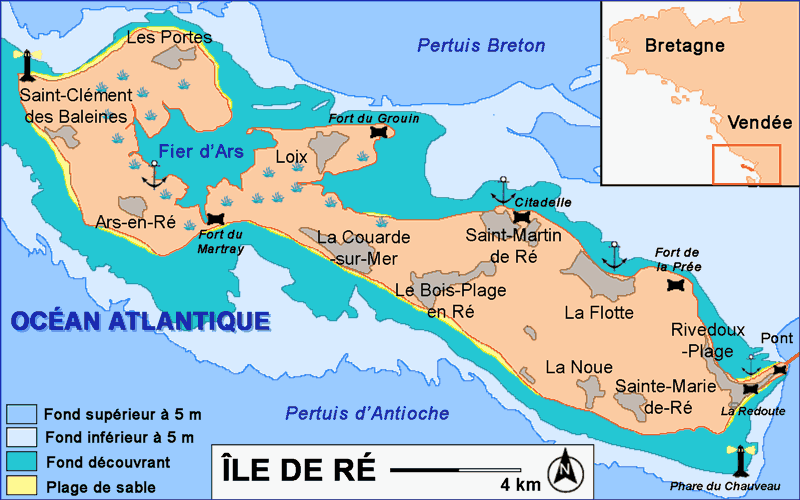
Mapa de l'illa de Ré

| Data d'elecció                           | Identitat           | Partit           | Qualitat |
| ---------------------------------------- | ------------------- | ---------------- | -------- |
| 1945-1949                                | M. Perreau          | RGR              |          |
| 1949-1953                                | Simon Verdier       | RPF              |          |
| 1953-1961                                | Charles Hiltenbrand | RAD              |          |
| 1961-1979                                | André Chaigne       | Divers droite    |          |
| 1979-1985                                | Roland Vergnaud     | Divers droite    |          |
| 1985-                                    | Léon Gendre         | RPR, després UMP |          |
| les dades anteriors no són pas conegudes |                     |                  |          |
|                                          |                     |                  |          |

| A partir de 1990: Població sense dobles comptes |